# اگزبی‌بیت
اگزبی‌بیت یک ضریبی از واحد بیت است که برای انبارش داده کامپیوتری استفاده می‌شود. پیشوند اگزبی به معنی ۲۶۰ می‌باشد در نتیجه یک اگزبی‌بیت، ۱٬۱۵۲٬۹۲۱٬۵۰۴٬۶۰۶٬۸۴۶٬۹۷۶ بیت خواهد بود. علامت اگزبی‌بیت، Eibit است.
این واحد توسط کمیسیون الکتروتکنیکی بین‌المللی (آی‌ئی‌سی) ثبت شد و از طرف تمامی سازمان‌های اصلی مورد قبول واقع گردید. اگزبی‌بیت طراحی شده بود تا جایگزین اگزابیت، به معنی ۱۰۱۸ بیت، شود.
۱ اگزبی‌بیت = ۲۶۰ بیت = ۱۰۲۴ پبی‌بیت 
پیشوند اگزبی یک تک‌واژ چندوجهی می‌باشد که از واژگان اگزا (کوینتیلیون) و باینری (دودویی) مشتق شده است.
پیشوندهای دودویی و به تبع آن اگزبی‌بیت جزو دستگاه بین‌المللی یکاها (آی‌اس‌کیو) هستند ولی در دستگاه بین‌المللی یکاها (اس‌آی) نیامده‌اند.